# Kask
A kask (perzsa: کشک, Kašk),  kurut (tuvai és kirgiz: курут, kazak: құрт, türkmén: gurt, üzbég: qurt, azeri: qurut, pastu: قروت, örmény: չորթան, csortan, török: kurut) illetve árúl vagy hurúd (mongol: ааруул, хурууд) a közép-ázsiai, török, kurd, mongol, iráni, afgán, kaukázusi és levantei népek konyhaművészetének egyik jellegzetes tejterméke. Szűrt joghurtból („görög joghurt”, katik) vagy aludttejből készítik szárítással.

## Származása

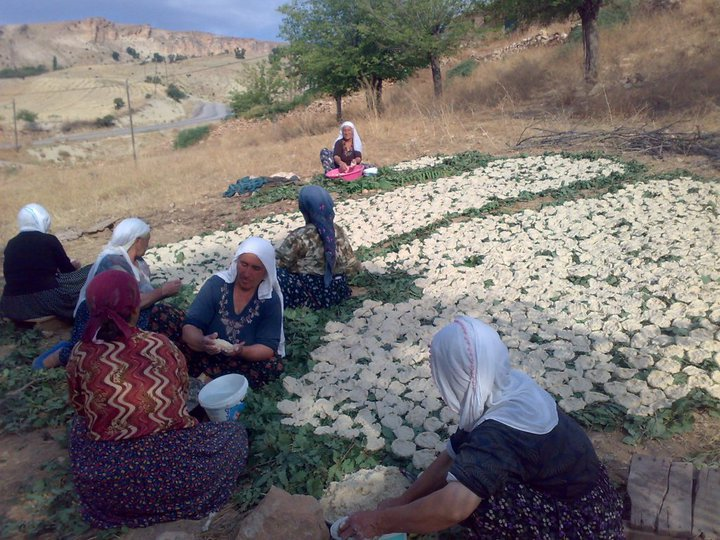
Kurd asszonyok kaskot készítenek Törökországban

Eredetileg a kask gabonából készült kása volt, melyet a napon kiszárítottak. Sokáig eltartható volt, tápanyagokban gazdag, emiatt hasznos élelemforrásnak bizonyult télen a parasztok számára, valamint a katonák és az utazók esetében is. A modern török és görög konyhaművészetben ismert tarhana is a kaskból származtatható.
A modern kask már inkább szárított aludttejet illetve írót jelent, melyet össze lehet törni és vízzel összekeverve krémes állagúra higítani. Általában levesek és raguk sűrítéséhez, ízesítéséhez használják, illetve különféle húsos, rizses vagy zöldséges ételek összetevőjeként. A szárítással növelhető a termék szavatossági ideje.
A kask az iráni kask-e bádemdzsán padlizsánalapú étel elengedhetetlen összetevője is. A tádzsik kurut (kask) az alapanyaga Tádzsikisztán nemzeti ételének, a kurutob-nak, amit szokás kenyérsalátá-nak is nevezni.

## Készítése
Modern módszerrel a joghurtot, írót vagy aludttejet simára keverik ki, majd felfőzik és leszűrik. Néhány napig langyos sütőben fermentálják, leszűrik a levét, sóval összekeverik. A leszűrt lé felhasználható barnás-feketés színű qaraqurut (karakurut) készítéséhez.
Hagyományos módon a zsíros joghurthoz vizet adnak, majd kecskebőr „köpülőzsákba” öntik, melyet háromlábú állványra akasztanak és addig  lökik előre-hátra, míg a vaj és az író elválik egymástól. Az írót felfőzik, leszűrik, a hátramaradt túrót a napon kiszárítják.
A kasknak gabonával készült változatai is léteznek, főképp az örmény, arab és török gasztronómiában. Ilyenkor a leszűrt joghurtot gabonával keverik össze, fermentálják, majd a napon kiszárítják. Utána porrá őrlik és szitálják.

## Fordítás
- Ez a szócikk részben vagy egészben  a   kashk című angol Wikipédia-szócikk fordításán alapul.  Az eredeti cikk szerkesztőit annak laptörténete sorolja fel. Ez a jelzés csupán a megfogalmazás eredetét és a szerzői jogokat jelzi, nem szolgál a cikkben szereplő információk forrásmegjelöléseként.